# Alexander John Mackenzie Stuart
Alexander John Mackenzie Stuart (Aberdeen, 18 novembre 1924 – Edimburgo, 1º aprile 2000) è stato un giurista britannico.
Fu il primo giudice di nazionalità britannica alla Corte di Giustizia Europea in Lussemburgo, della quale in seguito divenne anche Presidente.

## Biografia
Nacque in una famiglia vocata agli studi giuridici. Figlio di un membro del King's Counsel e professore di diritto scozzese presso l'università di Aberdeen, visse la sua giovinezza negli anni in cui l'Europa fu sconvolta dal secondo conflitto mondiale.
Nel 1942 diviene ufficiale, svolgerà servizio attivo fino al 1947, impegnato nella costruzione di ponti nel Nord Europa.
Data 1951 l'ammissione alla facoltà giuridica di Edimburgo, sposò Anne Millar nel 1952, matrimonio da cui nacquero quattro figlie.

## Carriera
Svolta con successo l'attività di avvocato e giudice in Scozia, divenne giudice della Corte di Giustizia Europea nel gennaio 1973, dal 10 aprile 1984 fu presidente della stessa, incarico portato a termine il 6 ottobre 1988.